# Spärraggmossa
Spärraggmossa (Racomitrium elongatum) är en bladmossart som beskrevs av Ehrhart och Arne Arnfinn Frisvoll 1983. Spärraggmossa ingår i släktet raggmossor, och familjen Grimmiaceae. Arten är reproducerande i Sverige. Inga underarter finns listade i Catalogue of Life.